# Clambus gibbulus
Clambus gibbulus is een keversoort uit de familie oprolkogeltjes (Clambidae). De wetenschappelijke naam van de soort werd in 1850 gepubliceerd door John Lawrence LeConte.